# ヴィッラマッサルジャ

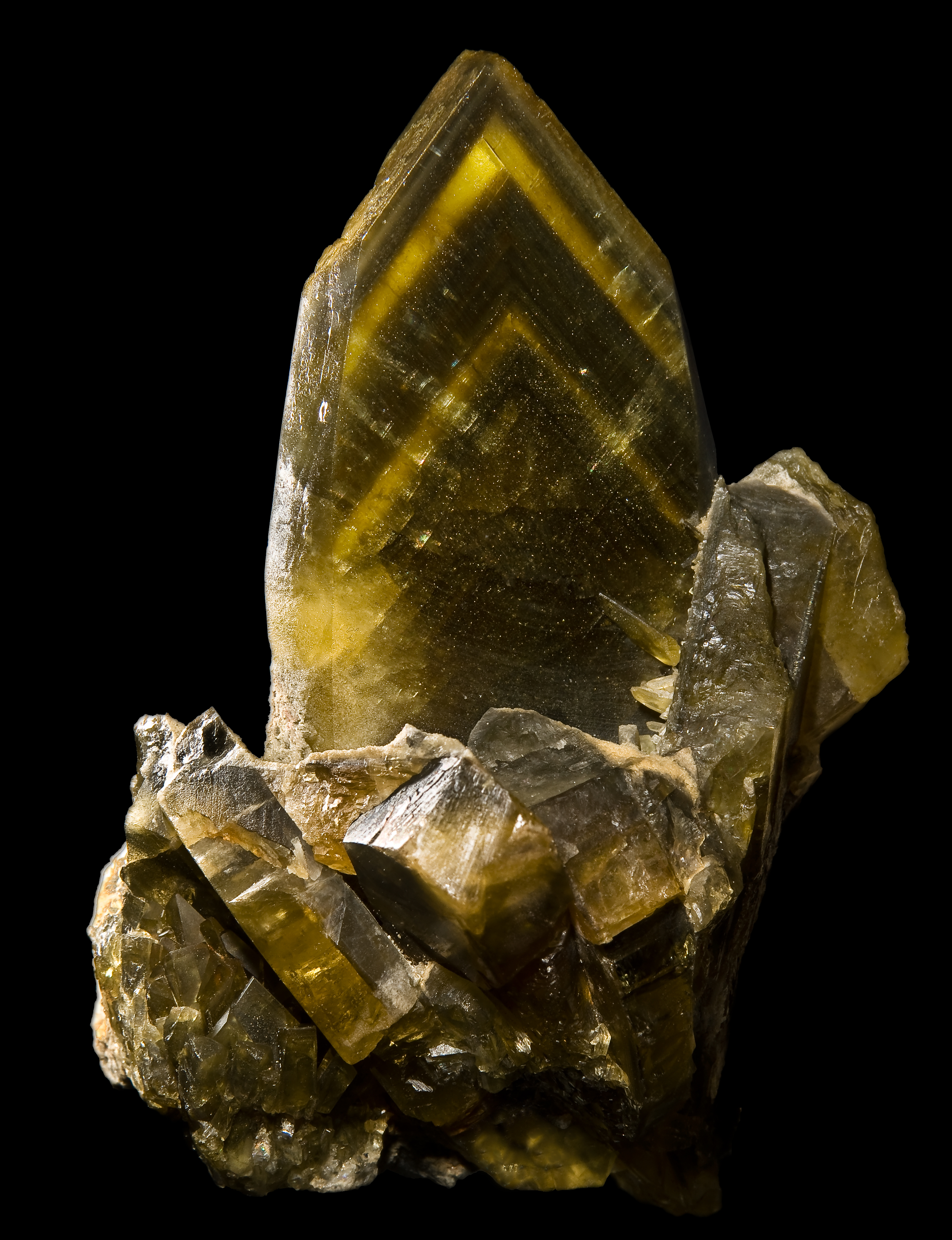
重晶石 - Monte Mesu - ヴィッラマッサルジャ

ヴィッラマッサルジャ（イタリア語: Villamassargia）は、イタリア共和国サルデーニャ州南サルデーニャ県にある、人口約3,500人の基礎自治体（コムーネ）。

## 地理

### 位置・広がり

#### 隣接コムーネ
隣接するコムーネは以下の通り。
- ドムズノーヴァス
- イグレージアス
- ムゼーイ
- ナルカーオ
- シリークア